# Chalchisco de Abajo
Chalchisco de Abajo är en ort i Mexiko.   Den ligger i kommunen Jalpa och delstaten Zacatecas, i den centrala delen av landet, 500 km nordväst om huvudstaden Mexico City. Chalchisco de Abajo ligger 1 499 meter över havet och antalet invånare är 241.
Terrängen runt Chalchisco de Abajo är kuperad västerut, men österut är den platt. Runt Chalchisco de Abajo är det ganska glesbefolkat, med 26 invånare per kvadratkilometer. Närmaste större samhälle är Jalpa, 5,5 km sydost om Chalchisco de Abajo. Omgivningarna runt Chalchisco de Abajo är en mosaik av jordbruksmark och naturlig växtlighet.